# 조조 스타벅
조조 스타벅(1951년 2월 14일 ~ )은 미국의 피겨 스케이팅 선수이다.
파트너 케네스 셸리와 함께, 그녀는 전미국 선수권 대회 페어 스케이팅에서 3연패 (1970 - 72)했고 올림픽에 2번 (1968, 1972)출전했다.
스타벅은 캘리포니아주 다우니에서 자랐다.
그녀는 1959년에 셸리와 결합되었다.
그들은 1961년에 북극 블레이드 FSC에서 코치 존 닉스와 진지하게 훈련을 시작했다.
셸리와 마찬가치로, 스타벅은 또한 숙련된 싱글 스케이팅 선수였다.

## 참조
1. ↑  "A Gusty, Gusty Team/Starbuck & Shelley", 스케이트 잡지, 1970년 1월
2. ↑  "JoJo and Ken", 스케이트 잡지, 1971년 12월